# Moruny
Moruny (niem. Maraunen) – osada w Polsce położona w województwie warmińsko-mazurskim, w powiecie kętrzyńskim, w północno-wschodniej części gminy Barciany. Miejscowość wchodzi w skład sołectwa Skierki.
W latach 1975–1998 miejscowość administracyjnie należała do województwa olsztyńskiego.